# Kosárlabda a 2005. évi nyári európai ifjúsági olimpiai fesztiválon
A 2005. évi nyári európai ifjúsági olimpiai fesztiválon a kosárlabda mérkőzéseket július 4. és 8. között rendezték Lignano Sabbiadoróban. A fesztiválon csak férfi válogatottaknak rendeztek versenyt.

## Érmesek
| A 2005. évi nyári európai ifjúsági olimpiai fesztivál érmesei női kosárlabdában | A 2005. évi nyári európai ifjúsági olimpiai fesztivál érmesei női kosárlabdában                                                                                                  | A 2005. évi nyári európai ifjúsági olimpiai fesztivál érmesei női kosárlabdában | A 2005. évi nyári európai ifjúsági olimpiai fesztivál érmesei női kosárlabdában |
| --- | --- | --- | ------------------------------------------------------------------------------- |
| Arany | Ezüst | Bronz |                                                                                 |
| Spanyolország | Németország | Litvánia |                                                                                 |
| Jose Antonio Cavada Jose Antonio Marco Pere Tomas Xavier Rabaseda Oscar Raya Ricard Rubio Luis Maria Parejo Raimundo Lopez De Vinuesa Miguel Angel Sanchez Gabriel Torres Pablo Almazan Pablo Aguilar | Marco Miklos Kai Barth Philipp Schwedthelm Mathias Perl Elias Harris Moritz Westkaemper Robin Benzing Marian Benzing Thomas Schoeps Thiermo Agne Andreas Seiferth Christian Kuhn | Sarunas Vasiliauskas Sarunas Sliesoraitis Mantas Pukinskas Vytenis Lipkevicius Adas Juskevicius Rogas Cepanonis Zygimantas Janavicius Simas Buterlevicius Sarunas Kulevicius Victoras Chodosovskis Vaidas Cepukaitis Karolis Jakas |                                                                                 |

## Csoportkör

### A csoport
| Csapat        | M | Gy | V | P+  | P–  | Pk  | P |
| ------------- | - | -- | - | --- | --- | --- | - |
| Spanyolország | 3 | 3  | 0 | 284 | 205 | +79 | 6 |
| Németország   | 3 | 2  | 1 | 218 | 219 | -1  | 5 |
| Törökország   | 3 | 1  | 2 | 215 | 250 | -35 | 4 |
| Portugália    | 3 | 0  | 3 | 178 | 221 | -43 | 3 |

| július 4. 10:00 | Törökország                              | 67–62 | Portugália         | Lignano Sabbiadoro Játékvezetők: Halliko, Luarinavivius |
| július 4. 10:00 | (11–18, 17–16, 18–12, 21–16) Jegyzőkönyv |       |                    | Lignano Sabbiadoro Játékvezetők: Halliko, Luarinavivius |
| július 4. 10:00 | Melih Yildiz 15                          | Pont  | Claudio Fonseca 27 | Lignano Sabbiadoro Játékvezetők: Halliko, Luarinavivius |

| július 4. 17:00 | Spanyolország                            | 91–69 | Németország            | Lignano Sabbiadoro Játékvezetők: Facchini, Esteron |
| július 4. 17:00 | (27–16, 24–19, 21–12, 19–22) Jegyzőkönyv |       |                        | Lignano Sabbiadoro Játékvezetők: Facchini, Esteron |
| július 4. 17:00 | Jose Antonio Marco 16                    | Pont  | Philipp Schwedthelm 12 | Lignano Sabbiadoro Játékvezetők: Facchini, Esteron |

| július 5. 10:00 | Németország                             | 90–72 | Törökország             | Lignano Sabbiadoro Játékvezetők: Facchini, Halliko |
| július 5. 10:00 | (20–9, 31–17, 17–24, 22–22) Jegyzőkönyv |       |                         | Lignano Sabbiadoro Játékvezetők: Facchini, Halliko |
| július 5. 10:00 | Robin Benzing 14                        | Pont  | Andrey Catilla Sirbu 16 | Lignano Sabbiadoro Játékvezetők: Facchini, Halliko |

| július 5. 15:00 | Portugália                               | 60–95 | Spanyolország | Lignano Sabbiadoro Játékvezetők: Esteron, Terreni |
| július 5. 15:00 | (18–30, 19–21, 11–25, 12–19) Jegyzőkönyv |       |               | Lignano Sabbiadoro Játékvezetők: Esteron, Terreni |
| július 5. 15:00 | Jose Silva 20                            | Pont  | Pere Tomas 16 | Lignano Sabbiadoro Játékvezetők: Esteron, Terreni |

| július 6. 15:00 | Németország                              | 59–56 | Portugália         | Lignano Sabbiadoro Játékvezetők: Halliko, Esteron |
| július 6. 15:00 | (20–15, 14–10, 15–13, 10–18) Jegyzőkönyv |       |                    | Lignano Sabbiadoro Játékvezetők: Halliko, Esteron |
| július 6. 15:00 | Elias Harris, Thiermo Agne 10            | Pont  | Claudio Fonseca 17 | Lignano Sabbiadoro Játékvezetők: Halliko, Esteron |

| július 6. 17:00 | Törökország                              | 76–98 | Spanyolország    | Lignano Sabbiadoro Játékvezetők: Facchini, Luarinavivius |
| július 6. 17:00 | (20–22, 17–29, 19–30, 20–17) Jegyzőkönyv |       |                  | Lignano Sabbiadoro Játékvezetők: Facchini, Luarinavivius |
| július 6. 17:00 | Yunus Akcay 17                           | Pont  | Pablo Aguilar 17 | Lignano Sabbiadoro Játékvezetők: Facchini, Luarinavivius |

### B csoport
| Csapat      | M | Gy | V | P+  | P–  | Pk  | P |
| ----------- | - | -- | - | --- | --- | --- | - |
| Litvánia    | 3 | 2  | 1 | 268 | 221 | +47 | 5 |
| Olaszország | 3 | 2  | 1 | 268 | 253 | +15 | 5 |
| Izrael      | 3 | 2  | 1 | 242 | 249 | -7  | 5 |
| Észtország  | 3 | 0  | 3 | 217 | 272 | -55 | 3 |

| július 4. 15:00 | Litvánia              | 103–66 | Észtország | Lignano Sabbiadoro Játékvezetők: Gonzales, Madinger |
| július 4. 15:00 |                       |        |            | Lignano Sabbiadoro Játékvezetők: Gonzales, Madinger |
| július 4. 15:00 | Zygimantas Janavicius | Pont   |            | Lignano Sabbiadoro Játékvezetők: Gonzales, Madinger |

| július 4. 19:00 | Olaszország | 92–94 | Izrael                | Lignano Sabbiadoro Játékvezetők: Magalhaes, Ozgok |
| július 4. 19:00 |             |       |                       | Lignano Sabbiadoro Játékvezetők: Magalhaes, Ozgok |
| július 4. 19:00 |             | Pont  | Sean Daniel McDonough | Lignano Sabbiadoro Játékvezetők: Magalhaes, Ozgok |

| július 5. 15:00 | Izrael                                   | 71–84 | Litvánia            | Lignano Sabbiadoro Játékvezetők: Magalhaes, Madinger |
| július 5. 15:00 | (19–21, 10–17, 21–27, 21–19) Jegyzőkönyv |       |                     | Lignano Sabbiadoro Játékvezetők: Magalhaes, Madinger |
| július 5. 15:00 | Anton Suotvin 14                         | Pont  | Adas Juskevicius 28 | Lignano Sabbiadoro Játékvezetők: Magalhaes, Madinger |

| július 5. 19:00 | Észtország                               | 78–92 | Olaszország     | Lignano Sabbiadoro Játékvezetők: Ozgok, Gonzales |
| július 5. 19:00 | (14–27, 24–17, 18–24, 22–24) Jegyzőkönyv |       |                 | Lignano Sabbiadoro Játékvezetők: Ozgok, Gonzales |
| július 5. 19:00 | Karl-Ingemar Viiliver 30                 | Pont  | Andrea Renzi 18 | Lignano Sabbiadoro Játékvezetők: Ozgok, Gonzales |

| július 6. 10:00 | Izrael                                   | 77–73 | Észtország   | Lignano Sabbiadoro Játékvezetők: Ozgok, Madinger |
| július 6. 10:00 | (20–17, 13–16, 14–21, 30–19) Jegyzőkönyv |       |              | Lignano Sabbiadoro Játékvezetők: Ozgok, Madinger |
| július 6. 10:00 | Sean Daniel McDonough 30                 | Pont  | Sten Sokk 24 | Lignano Sabbiadoro Játékvezetők: Ozgok, Madinger |

| július 6. 19:00 | Litvánia                                 | 81–84 | Olaszország     | Lignano Sabbiadoro Játékvezetők: Magalhaes, Gonzales |
| július 6. 19:00 | (25–14, 19–27, 21–17, 16–26) Jegyzőkönyv |       |                 | Lignano Sabbiadoro Játékvezetők: Magalhaes, Gonzales |
| július 6. 19:00 | Vaidas Cepukaitis 22                     | Pont  | Andrea Renzi 29 | Lignano Sabbiadoro Játékvezetők: Magalhaes, Gonzales |

## Az 5–8. helyért
| július 7. 10:00 | Törökország                             | 64–67 | Észtország    | Lignano Sabbiadoro Játékvezetők: Gonzales, Terreni |
| július 7. 10:00 | (17–9, 19–18, 17–17, 11–23) Jegyzőkönyv |       |               | Lignano Sabbiadoro Játékvezetők: Gonzales, Terreni |
| július 7. 10:00 | Yunus Akcay 17                          | Pont  | Reigo Nomm 20 | Lignano Sabbiadoro Játékvezetők: Gonzales, Terreni |

| július 7. 15:00 | Portugália                               | 88–71 | Izrael                   | Lignano Sabbiadoro Játékvezetők: Ozgok, Luarinavivius |
| július 7. 15:00 | (30–23, 22–16, 18–22, 18–10) Jegyzőkönyv |       |                          | Lignano Sabbiadoro Játékvezetők: Ozgok, Luarinavivius |
| július 7. 15:00 | Claudio Fonseca 29                       | Pont  | Sean Daniel McDonough 24 | Lignano Sabbiadoro Játékvezetők: Ozgok, Luarinavivius |

### A 7. helyért
| július 8. 10:00 | Törökország                             | 76–72 | Izrael           | Lignano Sabbiadoro Játékvezetők: Gonzales, Luarinavivius |
| július 8. 10:00 | (17–6, 15–29, 22–13, 22–24) Jegyzőkönyv |       |                  | Lignano Sabbiadoro Játékvezetők: Gonzales, Luarinavivius |
| július 8. 10:00 | Yunus Akcay 26                          | Pont  | Anton Suotvin 27 | Lignano Sabbiadoro Játékvezetők: Gonzales, Luarinavivius |

### Az 5. helyért
| július 8. 12:00 | Észtország                               | 74–65 | Portugália                     | Lignano Sabbiadoro Játékvezetők: Ozgok, Madinger |
| július 8. 12:00 | (21–17, 14–20, 21–11, 18–17) Jegyzőkönyv |       |                                | Lignano Sabbiadoro Játékvezetők: Ozgok, Madinger |
| július 8. 12:00 | Reigo Nomm 25                            | Pont  | Claudio Fonseca, Jose Silva 18 | Lignano Sabbiadoro Játékvezetők: Ozgok, Madinger |

## Elődöntők
| július 7. 17:00 | Spanyolország                            | 109–92 | Olaszország     | Lignano Sabbiadoro Játékvezetők: Halliko, Esteron |
| július 7. 17:00 | (25–20, 25–29, 36–21, 23–22) Jegyzőkönyv |        |                 | Lignano Sabbiadoro Játékvezetők: Halliko, Esteron |
| július 7. 17:00 | Pablo Aguilar 27                         | Pont   | Andrea Renzi 19 | Lignano Sabbiadoro Játékvezetők: Halliko, Esteron |

| július 7. 19:00 | Németország | 63–62 | Litvánia | Lignano Sabbiadoro Játékvezetők: Facchini, Magalhaes |
| július 7. 19:00 |             |       |          | Lignano Sabbiadoro Játékvezetők: Facchini, Magalhaes |

## Bronzmérkőzés
| július 8. 14:00 | Litvánia                                 | 73–66 | Olaszország          | Lignano Sabbiadoro Játékvezetők: Magalhaes, Esteron |
| július 8. 14:00 | (18–15, 16–18, 18–17, 21–16) Jegyzőkönyv |       |                      | Lignano Sabbiadoro Játékvezetők: Magalhaes, Esteron |
| július 8. 14:00 | Zygimantas Janavicius 23                 | Pont  | Costantino Cutolo 16 | Lignano Sabbiadoro Játékvezetők: Magalhaes, Esteron |

## Döntő
| július 8. 16:00 | Németország                              | 61–67 | Spanyolország | Lignano Sabbiadoro Játékvezetők: Facchini, Halliko |
| július 8. 16:00 | (15–17, 15–14, 11–16, 20–20) Jegyzőkönyv |       |               | Lignano Sabbiadoro Játékvezetők: Facchini, Halliko |
| július 8. 16:00 | Christian Kuhn 16                        | Pont  | Pere Tomas 24 | Lignano Sabbiadoro Játékvezetők: Facchini, Halliko |

## Végeredmény
| Helyezés | Csapat        | M | Gy | V | P+  | P–  | Pk   | P  |  |
| -------- | ------------- | - | -- | - | --- | --- | ---- | -- |  |
| Arany    | Spanyolország | 5 | 5  | 0 | 460 | 358 | +102 | 10 |  |
| Ezüst    | Németország   | 5 | 3  | 2 | 342 | 348 | -6   | 9  |  |
| Bronz    | Litvánia      | 5 | 3  | 2 | 403 | 350 | +53  | 8  |  |
| 4.       | Olaszország   | 5 | 2  | 3 | 426 | 435 | -9   | 7  |  |
|          |               |   |    |   |     |     |      |    |  |
| 5.       | Észtország    | 5 | 2  | 3 | 358 | 401 | -43  | 7  |  |
| 6.       | Portugália    | 5 | 1  | 4 | 331 | 366 | -35  | 6  |  |
| 7.       | Törökország   | 5 | 2  | 3 | 355 | 389 | -34  | 7  |  |
| 8.       | Izrael        | 5 | 2  | 3 | 385 | 413 | -28  | 7  |  |